# Пан Тадеуш
Пан Таде́уш (пол. Pan Tadeusz) — найбільший і найвідоміший твір Адама Міцкевича. Написаний у 1832—1834 роках у Парижі, де поет жив на еміграції. Складається з 12 частин («книг»), що становить майже 10 тисяч рядків (польський александрійський вірш). Уперше опублікований у червні 1834, він уважається останнім великим героїчним епосом у європейській літературі. Образ головного героя даної поеми був узятий з життєпису Тадеуша Рейтана.

## Зміст
Дійство поеми відбувається впродовж п'яти днів у 1811 році та одного дня в 1812 році, на литовських берегах річки Німан перед нападом Наполеона на Росію, в той момент польської історії, коли Річ Посполита була розділена між Пруссією, Росією та Австрією і зникла з політичної карти Європи.
«Пан Тадеуш» починається з відомого визнання своєї любові до батьківщини:
| Польською Litwo! Ojczyzno moja! ty jesteś jak zdrowie. Ile cię trzeba cenić, ten tylko się dowie, Kto cię stracił. Dziś piękność twą w całej ozdobie Widzę i opisuję, bo tęsknię po tobie. |  | Переклад М. Рильського О краю мій, Литво! Ти на здоров'я схожа! Яка ти дорога, лиш той збагнути може, Хто втратив раз тебе. Як видиво живе, Тебе малюю я, бо туга серце рве. |

## Переклади українською
Перший варіант перекладу Пана Тадеуша, виконаного Максимом Рильським, вийшов друком 1927 року. Другий варіант, значно перероблений і вдосконалений, завершений 1948 року, був виданий 1949 року. Для другого видання поеми Рильський ґрунтовно переробив близько тисячі віршових рядків, повністю переписав «Епілог» (у виданні 1927 року він фігурує як вступ до поеми), намагаючись досягти якнайповнішої відповідності між оригіналом і перекладом. Незважаючи на те, що друге видання було значно краще й відграненіше за перше, найбільшим недоліком цього видання було те, що воно мало значні зміни, накинуті радянською цензурою. Зокрема, літературознавець Ростислав Радишевський, порівнюючи першу (1927) та другу (1949) редакції перекладу, зазначив, що «перекладач був змушений внести суттєві правки в епізоди, які стосуються російсько-польських стосунків. З перекладу цілковито зник властивий оригіналові негативний образ російських військових. Так, характерне й для української мови слово „москалі“ (згадати хоча б Тараса Шевченка!) замінюється на позбавлене національних ознак „вояки“, „солдати“, а замість означення „московський“ (звісно, у негативному контексті) з'являється „царський“. Особливо „небезпечні“ для іміджу Росії — як „старшого брата“ навколишніх сусідніх народів — фрази (на зразок: „для хижої Москви“ чи „змосковщитись“ — у значенні зрадити людську подобу) в пізнішій редакції перекладу взагалі опускаються або передаються описово до невпізнанності».
За свій переклад Пана Тадеуша Рильський отримав премію польського ПЕН-клубу (1949 року), а 1950 року — Державну премію СРСР. А втім, робота над інтерпретацією епосу Міцкевича не завершилася, перекладач робив виправлення в кожному наступному виданні «Пана Тадеуша» у 1951 (Київ: Держлітвидав), 1955 (Адам Міцкевич. Вибрані твори: у 2 томах — Київ: Держлітвидав. Том 2 стор. 279), 1961 (Максим Рильський Твори в 10 томах. Київ: Держлітвидав. Том 7. стор. 8–342) та 1964 (Адам Міцкевич. Пан Тадеуш. Київ: Дніпро). Переклад Пана Тадеуша був справою всього життя Рильського — між початком праці над перекладом поеми та завершенням останнього варіанта минуло понад 40 років.
- Адам Міцкевич. Пан Тадеуш. Переклад з польської: Максим Рильський. Київ: Слово. 1927. 325 стор. (перша редакція перекладу)
  - (передрук) Адам Міцкевич. Пан Тадеуш або Останній наїзд на Литві: шляхетська історія 1811 і 1812 років. Переклад з польської: Максим Рильський; малюнки: Олег Литвинов. Київ: Державне видавництво художньої літератури, 1949. 394 стор. (друга редакція перекладу)
  - (передрук) Адам Міцкевич. Пан Тадеуш або Останній наїзд на Литві: шляхетська історія 1811 і 1812 років. Переклад з польської: Максим Рильський; малюнки: Міхал Андріолі. Київ: Державне видавництво художньої літератури, 1951. 365 стор.
  - (передрук) Адам Міцкевич. Вибрані твори у двох томах (Том 2: Пан Тадеуш). Переклад Максима Рильського, Київ: Державне видавництво художньої літератури, 1955, 264 стор. (третя редакція перекладу)
  - (передрук) Максим Рильський. Твори в 10 томах (Том 7: Адам Міцкевич. Пан Тадеуш). Київ: Державне видавництво художньої літератури. 1961. стор. 8-342 (четверна редакція перекладу)
  - (передрук) Адам Міцкевич. Пан Тадеуш або Останній наїзд на Литві: шляхетська історія 1811 і 1812 років, у дванадцяти книгах, писана віршами. Переклад з польської: Максим Рильський; малюнки: Міхал Андріолі. Київ: Дніпро, 1964. 426 стор. (п'ята редакція перекладу — остання прижиттєва)
  - (передрук) Адам Міцкевич. Пан Тадеуш або Останній наїзд на Литві. Переклад з польської: Максим Рильський; малюнки: Олег Литвинов; редактор: М. Н. Москаленко. Київ: Дніпро. 1989. 349 стор. ISBN 5-308-00195-2
  - (передрук) Пан Тадеуш, або Останній наїзд на Литві. Переклад з польської: Максим Рильський Київ: Головна спеціалізована редакція літератури мовами національних меншин України, 1998. 639 стор. (Серія «Перлини світової класики»). ISBN 966-522-071-3
  - (передрук) Адам Міцкевич. Пан Тадеуш або останній наїзд на Литві: Шляхетська історія 1811—1912 років у 12 книгах, писана віршами. Переклад з польської: Максим Рильський; малюнки: Міхал Андріолі. Тернопіль: НК-Богдан, 2004. 144 стор. іл. (серія «Шкільна роман-газета»; вип. 1)"). ISBN 978-966-692-280-0
  - (передрук) Адам Міцкевич. Пан Тадеуш або останній наїзд на Литві: Шляхетська історія 1811—1912 років у 12 книгах, писана віршами. Переклад з польської: Максим Рильський; малюнки: Міхал Андріолі; передмова: Ростислав Радишевський. Київ: Інститут літератури ім. Т. Г. Шевченка НАН України; Харків: Фоліо, 2004. 350 стор. іл. (серія «Бібліотека світової літератури»). ISBN 978-966-03-2137-6
  - (передрук) Адам Міцкевич. Пан Тадеуш або останній наїзд на Литві: Шляхетська історія 1811—1912 років у 12 книгах, писана віршами. Переклад з польської: Максим Рильський; малюнки: Міхал Андріолі; передмова: Ростислав Радишевський. Київ: Інститут літератури ім. Т. Г. Шевченка НАН України; Харків: Фоліо, 2008. 349 стор. іл. (серія «Бібліотека світової літератури»). ISBN 978-966-03-4607-9
  - (передрук) * Адам Міцкевич. Пан Тадеуш або останній наїзд на Литві: Шляхетська історія 1811—1912 років у 12 книгах, писана віршами. Переклад з польської: Максим Рильський; малюнки: Міхал Андріолі; передмова: Ростислав Радишевський. Київ: Інститут літератури ім. Т. Г. Шевченка НАН України; Харків: Фоліо, 2015. 347 стор. іл. (серія «Бібліотека світової літератури»). ISBN 978-966-03-4608-6

## Інше
Повна назва твору — «Пан Тадеуш або Останній наїзд на Литві: Шляхетська історія 1811—1812 років у дванадцяти книгах, писана віршами» (пол. Pan Tadeusz, czyli Ostatni zajazd na Litwie. Historia szlachecka z roku 1811 i 1812 we dwunastu księgach wierszem).
«Пан Тадеуш» уважається національним епосом Польщі. Він входить в основний список літератури, який вивчають у польських школах. 1999 року поему екранізував польський кінорежисер Анджей Вайда.